# Alejo Stivel
Alejandro Stivelberg Katz (Argentina, 1959), conocido como Alejo Stivel, es un cantante, compositor y productor musical argentino. Voz de la banda española Tequila en los años 1970 y 1980, y en el retorno de la banda en 2008, ha producido más de un centenar de discos.

## Biografía
Alejo Stivel nació el 22 de marzo de 1959 en Argentina, hijo del escritor, director y productor de cine y de televisión David Stivel y de la actriz Zulema Katz. Es hermano de Andrea y cuñado del fallecido Jorge Guinzburg.
En 1976 salió de la Argentina con el contexto de la dictadura cívico-militar, emigró a España junto a su madre. En torno a 1977, forma parte de la Spoonful Blues Band junto con su compatriota Ariel Rot. Poco después, la banda cambia su nombre a Tequila, conformada también por los españoles Julián Infante, Felipe Lipe y Manolo Iglesias, con Stivel como vocalista. El grupo alcanza el éxito con temas como Salta!, Dime que me quieres o Rock and Roll en la plaza del pueblo, publicando un total de cuatro discos entre 1978 y 1981: Matrícula de honor (1978), Rock and Roll (1979), Viva Tequila (1980), y Confidencial (1981). La banda se disuelve en 1983, quedando así finalizada la etapa de Stivel como vocalista.
Tras un periodo sabático, hacia 1987 trabaja en la producción de jingles junto a Nacho Cano, componente del grupo español Mecano, con el que fue copropietario, en los años 80 de los estudios Fairlight de la calle Cristóbal Bordiu de Madrid. Al principio se dedicaría a los jingles de forma exclusiva y, unos tres años después, compaginando dicha actividad con la producción discográfica. A esta actividad se dedicaría de manera intensa hasta la actualidad, produciendo más de cien discos en su trayectoria, gran parte de ellos de género pop. Como productor, tuvo grandes éxitos, especialmente a finales del siglo XX y principios del XXI. Destacan entre ellos 19 días y 500 noches (1999), de Joaquín Sabina y varios discos de debut de artistas que alcazarían la fama, como Dile al sol (primer disco del grupo La Oreja de Van Gogh, 1998) o el primer álbum de estudio de El Canto del Loco, bajo título homónimo: El Canto del Loco (2000). 
En 2007, presenta el espectáculo musical Soulería, idea llevada a cabo por el cantante Pitingo que consiste en fusionar la música negra con el flamenco y que supondrá un gran éxito. En 2008, en pleno declive como productor, se anuncia la vuelta a los escenarios de Tequila, en una gran gira veraniega donde Alejo Stivel interpreta los temas de la banda. Este mismo año participa como productor musical y encargado de la selección de los concursantes del programa de Televisión Española Hijos de Babel.
El 31 de marzo de 2011 sacó un disco titulado Decíamos ayer en el que recoge canciones de Los Secretos, Joaquín Sabina, Pablo Milanés, Formula V, etc. El disco, producido por el mismo Stivel, cuenta con Josú García como productor asociado, con músicos como Pete Thomas, Josu García, Julián Kanevsky, Mac Hernández y Mauro Mietta. Y colaboraciones de Pereza, Carlos Tarque (M Clan) y Ramón Arroyo (Los Secretos)
En junio de 2013, cerró su mítico estudio madrileño ASK y se retiró de la producción para centrarse en su carrera discográfica en solitario.

## Discografía

### Con Tequila
- Matrícula de honor (1978)
- Rock and Roll (1979)
- Viva Tequila (1980)
- Confidencial (1981)
- Viva Tequila (Edición japonesa) (1981)
- Adiós, Tequila! En Vivo (En directo en el WiZink Center, Madrid, 2018)

### En solitario
- Decíamos ayer (2011)
- Yo era un animal (2017)

### Como productor
Algunos de los álbumes producidos por Alejo Stivel han sido:
- Todo ha cambiado (Neón, 1990)
- Convocatoria (Claudio Gabis, 1995)
- Dile al sol (La Oreja de Van Gogh, 1998)
- 19 días y 500 noches (Joaquín Sabina, 1999)
- La Catrina (La Catrina, México, 1999)
- Usar y tirar (M Clan, 1999)
- El Canto del Loco (El Canto del Loco, 2000)
- La Tercera República (La Tercera República, 2000)
- Los Caños (Los Caños, 2000)
- Los mejores Lunes (Los Lunes que Quedan, 2000)
- Mayo longo (Carlos Núñez, 2000)
- La Loca María (La Loca María, 2001)
- Vestidos de domingo (La Cabra Mecánica, 2001)
- Sin enchufe (M Clan, 2001)
- La fuerza del sol (Verónica Romeo, 2002)
- Rosa (Rosa López, 2002)
- Circodelia (Circodelia, 2002)
- Un sorbito de amor (Belen Dreik, 2002)
- Amores modernos (La Tercera República, 2003)
- Nº1 ya a la venta (Rubia, 2004)
- Sopa fría (M Clan, 2004)
- Tengo un Plan (Carolina Daian, 2005)
- Blanco y Negro (Airbag, 2006)
- El Lunático (El Lunático, 2006)
- Kiko y Shara (Kiko y Shara, 2006)
- Melocos (Melocos, 2007)
- Crononauta (Fernando Martín, 2007)
- La raja de tu falda (Estopa X Anniversarivm) (Estopa, 2009)
- Una mosca en el cristal (Nena Daconte, 2010)
- Barrio Sur (Barrio Sur, 2012)
- Said Muti (De Tripas Rock 'N' Roll, 2016)